# أليكسي ايفانوف
أليكسي ايفانوف (14 أكتوبر 1983 - ) هو لاعب كرة قدم روسي في مركز الدفاع. لعب مع FC Sever Murmansk ‏ وFC Metallurg Pikalyovo ‏.